# Machaerium dubium
Machaerium dubium är en ärtväxtart som först beskrevs av Carl Sigismund Kunth, och fick sitt nu gällande namn av Velva Elaine Rudd. Machaerium dubium ingår i släktet Machaerium och familjen ärtväxter. Inga underarter finns listade i Catalogue of Life.